# Bérylliose
Pour les articles homonymes, voir CBD.
 Mise en garde médicale
La bérylliose (CBD, pour l'anglais chronic beryllium disease) est une maladie induite par l'exposition au béryllium ou à ses composés. C'est une pneumoconiose donnant une pneumopathie interstitielle diffuse à l'imagerie médicale. Sa fréquence est certainement très sous-estimée, faute d'identifier la plupart des expositions au béryllium.
Il s'agit d'une manifestation allergique (allergie au béryllium et/ou à ses composés), source d'une maladie pulmonaire chronique.

## Types de béryllioses
- Le béryllium - sauf sous ses formes minérales naturelles - est irritant pour la peau à forte dose, même pour une brève exposition ; on parle alors de bérylliose aiguë (irritation de la peau, œdème du poumon… ; la première réponse est une inflammation du poumon, qui dans un premier temps ne peut être distinguée d'une inflammation pouvant être due à d'autres irritants respiratoires majeurs)[2] ;
- il est toxique et source de bérylliose chronique (« granulomatose multisystémique à tropisme pulmonaire largement prédominant ») ; Cette granulomatose immunologique, a un tableau clinique qui évoque une sarcoïdose ou une fibrose interstitielle diffuse idiopathique[2] ;
- il est cancérigène[3] (sous forme de métal pur ou de ses composants)[2] ;
- son inhalation, est source d'une « maladie professionnelle » dite « bérylliose pulmonaire » qui, classiquement affecte la fonction pulmonaire et est le plus souvent associée à une exposition professionnelle (ex : au cours de la fabrication de tubes fluorescents[2], lors d'un travail dans les silos à missiles, de prothésiste dentaire[2], de fabrication de céramiques[2], etc.).

L’affection chronique et pulmonaire est incurable, mais les symptômes peuvent être pris en charge médicalement.

## Symptômes
Après une exposition unique ou prolongée par inhalation, les poumons développent une hypersensibilité au béryllium, à l'origine du développement de nodules inflammatoires, les granulomes.
Des granulomes sont retrouvés dans d'autres maladies chroniques, comme la tuberculose, la sarcoïdose. Il est pour cette raison parfois difficile de distinguer la bérylliose de ces affections.
À terme, ce processus conduit à une atteinte pulmonaire restrictive, avec une diminution de la capacité de diffusion.

## Clinique
Les patients présentent une toux et une dyspnée.

Parmi les autres symptômes on note :
- des douleurs thoraciques ;
- des arthralgies ;
- un amaigrissement ;
- de la fièvre.

Plus rarement, on peut observer des granulomes dans d'autres organes comme le foie.
Selon le degré de sensibilisation du patient au béryllium, le délai d'apparition des symptômes varie de quelques semaines à plusieurs dizaines d'années après l'exposition initiale.

Chez certains individus, une seule exposition peut provoquer la bérylliose, même pour de faibles doses (traces).

## Histoire médicale
Les premiers cas de pneumopathies (bronchite chronique, pneumonies) induites par le béryllium ont été signalés par des médecins allemands et russes dans les années 1930 chez des travailleurs mineurs ou raffinant ce métal.
En 1946, une série de cas ont été associés chez des travailleurs à la fabrication de lampes fluorescentes aux États-Unis, à la suite de quoi (en 1949) l'industrie de l'éclairage américaine a stoppé l’utilisation de ce métal dans la fabrication des lampes.
Une étude américaine a conclu qu'environ 1 % des gens vivant à proximité d'une usine de Béryllium (à moins de 3/4 de miles — environ 1 200 m — autour de l'usine) à Lorain, dans l'Ohio, étaient atteints d'une bérylliose, bien que l'air n'en ait contenu que quelques traces (moins d'un milligramme par mètre cube d'air.
À la fin des années 1990, le registre américain des béryllioses avait enregistré environ 900 cas, dont les premiers étaient reliés à l'extraction du béryllium et à la fabrication des lampes en contenant, alors que les cas plus récents concernent l'industrie aérospatiale, l'industrie métallurgique et des céramiques,.